# 明朝藩王列表 (宪宗、孝宗及睿宗系)
本頁面列出明朝自明宪宗、明孝宗及明睿宗分封（追封）的藩王。

## 興國
| 成化二十三年（1487年）封。弘治七年（1494年）就藩安陸州 |          |                |                       | |
| 稱號                                                   | 國君姓名 | 關係           | 在位年數              | 註記 |
| 興獻王                                                 | 朱祐杬   | 朱見深、庶四子 | 1487年—1519年         | 成化二十三年封。弘治七年就藩安陸州。正德十四年薨。後以子朱厚熜嗣大統，追尊知天守道洪德淵仁寬穆純聖恭簡敬文獻皇帝，廟號睿宗。 |
| 興王长子                                               | 朱厚熜   | 朱祐杬、嫡二子 | 1521年4月15日—5月27日 | 登基为帝，兴国取消 |

## 岐國
| 成化二十三年（1487年）封。弘治八年（1495年）。就藩德安府 |          |                |               |                                                            |
| 稱號                                                     | 國君姓名 | 關係           | 在位年數      | 註記                                                       |
| 岐惠王                                                   | 朱祐棆   | 朱見深、庶五子 | 1487年—1501年 | 成化二十三年封。弘治八年就藩德安府。十四年薨。無子，封除。 |

## 雍國
| 成化二十三年（1487年）封。弘治十二年（1499年）就藩衡州府 |          |                |               |                                                                |
| 稱號                                                     | 國君姓名 | 關係           | 在位年數      | 註記                                                           |
| 雍靖王                                                   | 朱祐枟   | 朱見深、庶八子 | 1487年—1507年 | 成化二十三年封。弘治十二年就藩衡州府。正德二年薨。無子，封除。 |

## 壽國
| 弘治四年（1491年）封。十一年（1498年）就藩保寧府。十七年（1504年）移德安府。 |          |                |               |                                                                            |
| 稱號                                                                         | 國君姓名 | 關係           | 在位年數      | 註記                                                                       |
| 壽定王                                                                       | 朱祐榰   | 朱見深、庶九子 | 1491年—1545年 | 弘治四年封。十一年就藩保寧府。十七年移德安府。嘉靖二十四年薨。無子，封除。 |

## 汝國
| 弘治四年（1491年）封。十四年（1501年）就藩衛輝府 |          |                  |               |                                                          |
| 稱號                                             | 國君姓名 | 關係             | 在位年數      | 註記                                                     |
| 汝安王                                           | 朱祐梈   | 朱見深、庶十一子 | 1491年—1541年 | 弘治四年封。十四年就藩衛輝府。嘉靖二十年薨。無子，封除。 |

## 涇國
| 弘治四年（1491年）封。十五年（1502年）就藩沂州 |          |                  |               |                                                        |
| 稱號                                           | 國君姓名 | 關係             | 在位年數      | 註記                                                   |
| 涇簡王                                         | 朱祐橓   | 朱見深、庶十二子 | 1491年—1536年 | 弘治四年封。十五年就藩沂州。嘉靖十六年薨。無子，封除。 |

## 申國
| 弘治四年（1491年）封，建邸叙州府。 |          |                  |               |                                                        |
| 稱號                               | 國君姓名 | 關係             | 在位年數      | 註記                                                   |
| 申懿王                             | 朱祐楷   | 朱見深、庶十四子 | 1492年—1503年 | 弘治四年封，建邸叙州府。十六年未就藩，薨。無子，封除。 |

## 蔚國
| 稱號   | 國君姓名 | 關係           | 在位年數 | 註記               |
| ------ | -------- | -------------- | -------- | ------------------ |
| 蔚悼王 | 朱厚煒   | 朱祐樘、嫡二子 | 追封     | 一歲薨，追加封諡。 |

## 岳國
| 稱號   | 國君姓名 | 關係           | 在位年數 | 註記                           |
| ------ | -------- | -------------- | -------- | ------------------------------ |
| 岳懷王 | 朱厚熙   | 朱祐杬、嫡一子 | 追封     | 出生五日夭折。嘉靖四年追封諡。 |